# Herrarnas K-2 1000 meter i kanotsport vid olympiska sommarspelen 2000
Herrarnas K-2 1000 meter vid olympiska sommarspelen 2000 hölls på Sydney International Regatta Centre i Sydney. 

## Medaljörer
| Gren            | Guld                                   | Silver                                  | Brons                                    |
| K-2, 1000 meter | Italien Antonio Rossi Beniamino Bonomi | Sverige Markus Oscarsson Henrik Nilsson | Ungern Krisztián Bártfai Krisztián Veréb |

## Resultat

### Heat
| Heat 1 av 2 Datum: Tisdagen den 26 september 2000 | Heat 1 av 2 Datum: Tisdagen den 26 september 2000 | Heat 1 av 2 Datum: Tisdagen den 26 september 2000 | Heat 1 av 2 Datum: Tisdagen den 26 september 2000 | Heat 1 av 2 Datum: Tisdagen den 26 september 2000 | Heat 1 av 2 Datum: Tisdagen den 26 september 2000 |
| Placering                                         | Totalt                                            | Nation                                            | Kanotister                                        | Tid                                               | Kval                                              |
| ------------------------------------------------- | ------------------------------------------------- | ------------------------------------------------- | ------------------------------------------------- | ------------------------------------------------- | ------------------------------------------------- |
| 1                                                 | 2                                                 | Italien                                           | Antonio Rossi och Beniamino Bonomi                | 3:14.316                                          | QF                                                |
| 2                                                 | 5                                                 | Sverige                                           | Markus Oscarsson och Henrik Nilsson               | 3:15.102                                          | QF                                                |
| 3                                                 | 8                                                 | Slovakien                                         | Juraj Bača och Michal Riszdorfer                  | 3:16.854                                          | QF                                                |
| 4                                                 | 11                                                | Storbritannien                                    | Paul Darby-Dowman och Ross Sabberton              | 3:19.392                                          | QS                                                |
| 5                                                 | 12                                                | Tjeckien                                          | Jan Souček och Jan Andrlik                        | 3:20.760                                          | QS                                                |
| 6                                                 | 14                                                | Australien                                        | Brian Morton och Luke Young                       | 3:20.934                                          | QS                                                |
| 7                                                 | 15                                                | Brasilien                                         | Sebastián Cuattrin och Carlos Campos              | 3:21.228                                          | QS                                                |
| 8                                                 | 16                                                | Bulgarien                                         | Marian Dimitrov och Dimitar Ivanov                | 3:23.646                                          |                                                   |
| 9                                                 | 18                                                | Argentina                                         | Fernando Redondo och Abelardo Sztrum              | 3:24.324                                          |                                                   |

| Heat 2 av 2 Datum: Tisdagen den 26 september 2000 | Heat 2 av 2 Datum: Tisdagen den 26 september 2000 | Heat 2 av 2 Datum: Tisdagen den 26 september 2000 | Heat 2 av 2 Datum: Tisdagen den 26 september 2000 | Heat 2 av 2 Datum: Tisdagen den 26 september 2000 | Heat 2 av 2 Datum: Tisdagen den 26 september 2000 |
| Placering                                         | Totalt                                            | Nation                                            | Kanotister                                        | Tid                                               | Kval                                              |
| ------------------------------------------------- | ------------------------------------------------- | ------------------------------------------------- | ------------------------------------------------- | ------------------------------------------------- | ------------------------------------------------- |
| 1                                                 | 1                                                 | Ungern                                            | Krisztián Bártfai och Krisztián Veréb             | 3:13.677                                          | QF                                                |
| 2                                                 | 3                                                 | Tyskland                                          | Andreas Ihle och Olaf Winter                      | 3:14.631                                          | QF                                                |
| 3                                                 | 4                                                 | Frankrike                                         | Bâbak Amir-Tahmasseb och Philippe Aubertin        | 3:14.835                                          | QF                                                |
| 4                                                 | 6                                                 | Norge                                             | Eirik Verås Larsen och Nils Olav Fjeldheim        | 3:15.483                                          | QS                                                |
| 5                                                 | 8                                                 | Polen                                             | Marek Twardowski och Adam Wysocki                 | 3:15.909                                          | QS                                                |
| 6                                                 | 9                                                 | Danmark                                           | Paw Madsen och Jesper Staal                       | 3:16.989                                          | QS                                                |
| 7                                                 | 10                                                | Ryssland                                          | Jevgenij Salachov och Oleg Gorobij                | 3:17.067                                          | QS                                                |
| 8                                                 | 13                                                | Israel                                            | Rami Zur och Ro'l Yellin                          | 3:20.913                                          | QS                                                |
| 9                                                 | 18                                                | USA                                               | Philippe Boccara och Cliff Meidl                  | 3:26.439                                          |                                                   |

Totala resultant, heat
| Heat Totala resultat | Heat Totala resultat | Heat Totala resultat                       | Heat Totala resultat | Heat Totala resultat | Heat Totala resultat | Heat Totala resultat |
| Placering            | Kanotister           | Nation                                     | Heat                 | Placering            | Tid                  | Kval                 |
| -------------------- | -------------------- | ------------------------------------------ | -------------------- | -------------------- | -------------------- | -------------------- |
| 1                    | Ungern               | Krisztián Bártfai och Krisztián Veréb      | 2                    | 1                    | 3:13.677             | QF                   |
| 2                    | Italien              | Antonio Rossi och Beniamino Bonomi         | 1                    | 1                    | 3:14.316             | QF                   |
| 3                    | Tyskland             | Andreas Ihle och Olaf Winter               | 2                    | 3                    | 3:14.631             | QF                   |
| 4                    | Frankrike            | Bâbak Amir-Tahmasseb och Philippe Aubertin | 2                    | 3                    | 3:14.835             | QF                   |
| 5                    | Sverige              | Markus Oscarsson och Henrik Nilsson        | 1                    | 2                    | 3:15.102             | QF                   |
| 6                    | Norge                | Eirik Verås Larsen och Nils Olav Fjeldheim | 2                    | 4                    | 3:15.483             | QS                   |
| 7                    | Polen                | Marek Twardowski och Adam Wysocki          | 2                    | 5                    | 3:15.909             | QS                   |
| 8                    | Slovakien            | Juraj Bača och Michal Riszdorfer           | 1                    | 3                    | 3:16.854             | QF                   |
| 9                    | Danmark              | Paw Madsen och Jesper Staal                | 2                    | 6                    | 3:16.989             | QS                   |
| 10                   | Ryssland             | Jevgenj Salachov och Oleg Gorobij          | 2                    | 7                    | 3:17.067             | QS                   |
| 11                   | Storbritannien       | Paul Darby-Dowman och Ross Sabberton       | 1                    | 4                    | 3:19.392             | QS                   |
| 12                   | Tjeckien             | Jan Souček och Jan Andrlik                 | 1                    | 5                    | 3:20.760             | QS                   |
| 13                   | Israel               | Rami Zur och Ro'l Yellin                   | 2                    | 8                    | 3:20.913             | QS                   |
| 14                   | Australien           | Brian Morton och Luke Young                | 1                    | 6                    | 3:20.934             | QS                   |
| 15                   | Brasilien            | Sebastián Cuattrin och Carlos Campos       | 1                    | 7                    | 3:21.228             | QS                   |
| 16                   | Bulgarien            | Marian Dimitrov och Dimitar Ivanov         | 1                    | 8                    | 3:23.646             |                      |
| 17                   | Argentina            | Fernando Redondo och Abelardo Sztrum       | 1                    | 9                    | 3:24.324             |                      |
| 18                   | USA                  | Philippe Boccara och Cliff Meidl           | 2                    | 9                    | 3:26.439             |                      |

### Semifinal
| Heat 1 av 1 Datum: Torsdagen den 28 september 2000 | Heat 1 av 1 Datum: Torsdagen den 28 september 2000 | Heat 1 av 1 Datum: Torsdagen den 28 september 2000 | Heat 1 av 1 Datum: Torsdagen den 28 september 2000 | Heat 1 av 1 Datum: Torsdagen den 28 september 2000 |
| Placering                                          | Nation                                             | Kanotister                                         | Tid                                                | Kval                                               |
| -------------------------------------------------- | -------------------------------------------------- | -------------------------------------------------- | -------------------------------------------------- | -------------------------------------------------- |
| 1                                                  | Ryssland                                           | Jevgenj Salachov och Oleg Gorobij                  | 3:17.114                                           | QF                                                 |
| 2                                                  | Norge                                              | Eirik Verås Larsen och Nils Olav Fjeldheim         | 3:17.288                                           | QF                                                 |
| 3                                                  | Polen                                              | Marek Twardowski och Adam Wysocki                  | 3:18.026                                           | QF                                                 |
| 4                                                  | Danmark                                            | Paw Madsen och Jesper Staal                        | 3:18.206                                           |                                                    |
| 5                                                  | Storbritannien                                     | Paul Darby-Dowman och Ross Sabberton               | 3:19.826                                           |                                                    |
| 6                                                  | Brasilien                                          | Sebastián Cuattrin och Carlos Campos               | 3:22.496                                           |                                                    |
| 7                                                  | Israel                                             | Rami Zur och Ro'l Yellin                           | 3:22.634                                           |                                                    |
| 8                                                  | Australien                                         | Brian Morton och Luke Young                        | 3:25.046                                           |                                                    |
|                                                    | Tjeckien                                           | Jan Souček och Jan Andrlik                         | DISQ                                               |                                                    |

### Final
| Heat 1 av 1 Datum: Lördagen den 30 september 2000 | Heat 1 av 1 Datum: Lördagen den 30 september 2000 | Heat 1 av 1 Datum: Lördagen den 30 september 2000 | Heat 1 av 1 Datum: Lördagen den 30 september 2000 |
| Placering                                         | Nation                                            | Kanotister                                        | Tid                                               |
| ------------------------------------------------- | ------------------------------------------------- | ------------------------------------------------- | ------------------------------------------------- |
| 1                                                 | Italien                                           | Antonio Rossi och Beniamino Bonomi                | 3:14.461                                          |
| 2                                                 | Sverige                                           | Markus Oscarsson och Henrik Nilsson               | 3:16.075                                          |
| 3                                                 | Ungern                                            | Krisztián Bártfai och Krisztián Veréb             | 3:16.357                                          |
| 4                                                 | Tyskland                                          | Andreas Ihle och Olaf Winter                      | 3:16.627                                          |
| 5                                                 | Frankrike                                         | Bâbak Amir-Tahmasseb och Philippe Aubertin        | 3:17.635                                          |
| 6                                                 | Slovakien                                         | Juraj Bača och Michal Riszdorfer                  | 3:18.325                                          |
| 7                                                 | Ryssland                                          | Yevgeny Salakhov och Oleg Gorobiy                 | 3:18.937                                          |
| 8                                                 | Polen                                             | Marek Twardowski och Adam Wysocki                 | 3:19.939                                          |
| 9                                                 | Norge                                             | Eirik Verås Larsen och Nils Olav Fjeldheim        | 3:20.515                                          |